# Мойсей Мойсеев
Мойсей Мойсеев Тодоров е български краевед, писател-фолклорист, историк, публицист и поет.
Мойсей Мойсеев е роден на 3 септември 1929 г. в село Правда в Горнооряховския край. През 1930 г. семейството му се преселва да живее в Царева ливада. Израства в това село, Дряновския манастир и разположените около него поселища. Той издирва и съхранява сътвореното от българската народна памет, което записва в написаните от него книги, за да не бъдат те изгубени във времето.
В професионалното си развитие Мойсей Мойсеев е дългогодишен сътрудник в Дома на хумора и сатирата в Габрово. Той редовно взима участия в научните конференции на историческите музеи в Дряново, Габрово и Трявна, на университетите във Велико Търново и Габрово, на Държавния архив и читалищата в региона, особено активен сътрудник е на Регионалната библиотека „Априлов – Палаузов“.
Мойсей Мойсеев Тодоров почива в село Царева ливада на 14 октомври 2009 г.

## Издадено творчество
- Мойсеев, Мойсей. Съдби и сърца български: Седем очерка за хора и събития от Габровския балкан.   София, ОФ, 1988.
- Мойсеев, Мойсей. Мед и жило: Български народен хумор.   София, Университетско издателство „Св. Климент Охридски“, 1997. ISBN 954-07-0790-0.
- Мойсеев, Мойсей. От браздите до звездите: Прости песни.   Габрово, СамИздат, 1998.
- Мойсеев, Мойсей. Лисици на пазаря: Епиграми.  Велико Търново, Абагар, 1999.
- Мойсеев, Мойсей. Градеж от кости, обич и камък: Паметникът на свободата на връх Шипка – творци и строители.   Велико Търново, Абагар, 2002. ISBN 954-427-484-7.
- Мойсеев, Мойсей. Славеева градина: Книга за България: В 3 части.   Велико Търново, Екс-прес, 2006.
- Мойсеев, Мойсей. Приказки без буквичката Р.   Велико Търново, Екс-прес, 2007. ISBN 978-954-8606-25-7.
- Мойсеев, Мойсей. Царева ливада.   Габрово, Екс-прес, 2008. ISBN 978-954-8606-59-2.